# Port morski Jastarnia
Port morski Jastarnia – port morski nad Morzem Bałtyckim, w woj. pomorskim, w powiecie puckim, w Jastarni. Znajduje się na północnym wybrzeżu Zatokiej Puckiej na Mierzei Helskiej.
Port w Jastarni stanowi bazę dla floty rybackiej i rozwijającej się żeglugi turystycznej.
Flota kutrowa zarejestrowana w Jastarni w 2006 roku obejmowała 15 jednostek pływających, których łączna pojemność brutto wynosiła 3200.
Portem zarządza Miejski Zarząd Portu Jastarnia.
Ruch graniczny w porcie odbywa się poprzez morskie przejście graniczne Jastarnia.
Obecne granice portu zostały określone w 2000 roku.

## Infrastruktura

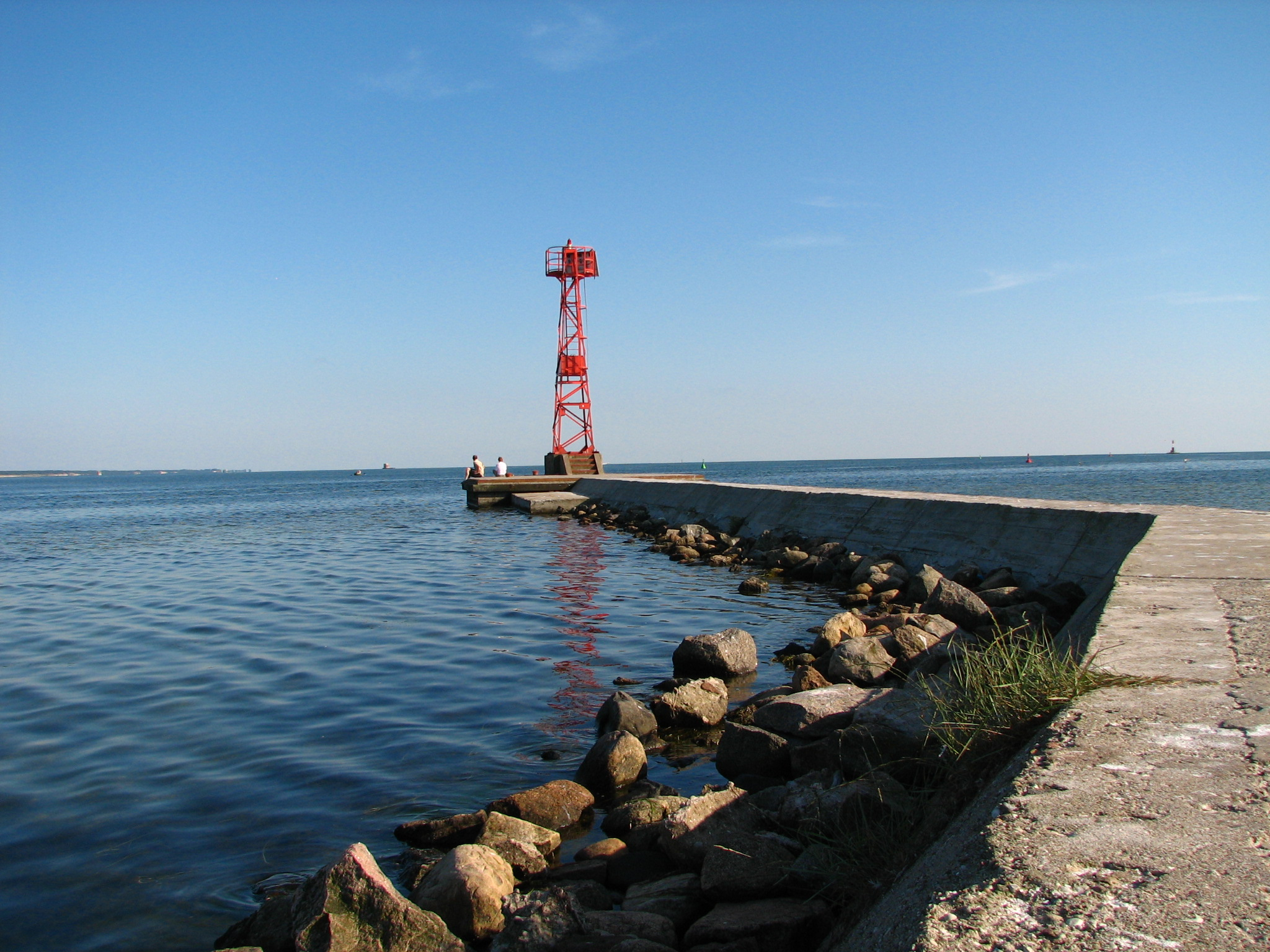
Zachodni falochron

Do portu Jastarnia mogą wchodzić statki, których długość nie przekracza 60 m i zanurzenie 3,8 m w warunkach, gdy w porcie występuje średni stan wody. Na torze podejściowym i w porcie statki są zobowiązane poruszać się z bezpieczną prędkością, nie większą niż 5 węzłów.
Basen portowy od Zatoki Puckiej oddzielają 2 falochrony po około 100 m. Szerokość toru wejściowego w główkach portu wynosi 70 m, a jego głębokość waha się od 4,5 do 5,0 m. Głębokość basenu portowego wynosi od 3,5 do 5,0 m. W porcie znajdują się betonowe nabrzeża: Obrońców Wybrzeża – długość 267 m; Kaszubskie – długość 135 m; Rybackie – długość 163,5 m. Pirs Kaszubski długości 50 m przeznaczony jest dla jednostek pasażerskich. W północno-wschodniej części basenu portowego znajdują się trzy pomosty, częściowo stałe (betonowo-drewniane na palach) i pływające o łącznej długości ok. 60 m każdy. Głębokości przy pomostach wynoszą 2,0 – 4,5 m. Pomosty przeznaczone są dla jednostek sportowych i turystycznych.
Port Jastarnia posiada bramownicę samojezdną (tzw. travelift) o udźwigu 75 ton oraz żurawia stacjonarnego o udźwigu do 6,3 ton.
Kutry miejscowych rybaków pływają z sygnaturą JAS na burcie.
Ruchem statków kieruje Bosmanat Portu Jastarnia podległy pod Kapitanat Portu Hel. Infrastrukturą portową administruje Urząd Morski w Gdyni.

## Historia
Port rybacki w Jastarni-Borze zbudowano w latach 1926–1931. Józef Poznański opracował koncepcję budowy portu na wodach Zatoki Puckiej, którego nabrzeża usypano z piasku wydobytego z prac bagrowniczych. Powstały basen portowy miał powierzchnię 8 ha, a przyległe tereny lądowe obejmowały 16 ha.
Od 1927 roku port w Jastarni wykorzystywano jako przystań dla statków żeglugi przybrzeżnej, a w latach 30. XX wieku stanowił bazę szkoleniową dla adeptów żeglarstwa morskiego, zrzeszonych w Akademickim Związku Morskim oraz w wodniackich drużynach harcerskich. We wrześniu 1939 w porcie stacjonował dywizjon trałowców, które następnie uległy w większości zatopieniu po zbombardowaniu portu przez nieprzyjaciela 14 września 1939. Zniszczony wskutek II wojny światowej port Jastarnia odbudowano w latach 1947–1949. W latach 1974–1975 poprzedni szkielet konstrukcji nabrzeży wykonany z drewnianych pali zastąpiono żelbetem.